# Aleksandrs Patrijuks
Aleksandrs Patrijuks (* 30. Dezember 1993 in Pļaviņas, Landkreis Aizkraukle) ist ein lettischer Biathlet. Er nahm an bisher sieben Weltmeisterschaften teil.

## Sportliche Laufbahn
Aleksandrs Patrijuks startete in Nové Město na Moravě im Rahmen der Jugendweltmeisterschaften 2011 erstmals bei einer internationalen Meisterschaft und wurde 77. des Einzels, 64. des Sprints und 18. mit der Staffel. 2013 wurde er in Obertilliach 70. des Einzels und 69. des Sprintrennens. Erste Meisterschaft bei den Männern wurden die Sommerbiathlon-Europameisterschaften 2013 in Haanja, wo Patrijuks 24. des Sprints wurde. Im Dezember des Jahres wurde er erstmals im IBU-Cup eingesetzt, ab Anfang Januar dann sofort auch im Weltcup, konnte aber zunächst keine wirklichen Erfolge feiern. In den Folgejahren pendelte der Lette zwischen IBU- und Weltcup, da die von ihm erzielten Lauf- und Schießstatistiken auf der Eliteebene nicht konkurrenzfähig waren. Trotzdem nimmt er seit 2015 in jedem Jahr am Saisonhöhepunkt, den Weltmeisterschaften, teil und erzielte sein dortiges Bestergebnis 2019 in Östersund mit dem 60. Rang im Einzel, was gleichzeitig sein bis heute bestes Resultat auf Weltcupebene darstellt. Im Einzelrennen der Europameisterschaften 2017 errang Patrijuks als 30. erstmals Wertungspunkte für die Jahresrangliste, dasselbe gelang ihm zwei Jahre später beim Supersprint von Otepää erneut, hier wurde er 18. der 30 gestarteten Athleten.
Im Winter 2017/18 gelang Patrijuks zusammen mit Oskars Muižnieks, Andrejs Rastorgujevs und dem damals 47-jährigen Ilmārs Bricis in Hochfilzen bei extremen Verhältnissen der zehnte Rang im Staffelrennen, was einer lettischen Herrenstaffel zum letzten Mal im Januar 2010 geglückt war. Im Einzel der WM 2020 lief Patrijuks auf Rang 61, im Jahr darauf an der Seite von Baiba Bendika auf Platz 14 in der Single-Mixed-Staffel. Seine erste Top-10-Platzierung auf Seniorenebene erzielte der Lette als Neunter im Sprint der Sommerbiathlon-Weltmeisterschaften 2021, dabei gelang es ihm zum erst zweiten Mal seiner Karriere, alle zehn Scheiben zu treffen. Im Januar 2023 erreichte er im Sprintrennen auf der Pokljuka zum zweiten Mal einen 60. Platz und startete damit erstmals in einem Verfolgungsrennen im Weltcup, in welchem er allerdings nach drei Schießeinlagen überrundet wurde. Im Staffelrennen von Ruhpolding in der Folgewoche gelang ihm mit Renārs Birkentāls, Edgars Mise und Andrejs Rastorgujevs dann mit Rang 13 sein zweitbestes Staffelergebnis.

## Statistiken

### Weltcupplatzierungen
Die Tabelle zeigt alle Platzierungen (je nach Austragungsjahr einschließlich Olympische Spiele und Weltmeisterschaften).
- 1.–3. Platz: Anzahl der Podiumsplatzierungen
- Top 10: Anzahl der Platzierungen unter den ersten zehn (einschließlich Podium)
- Punkteränge: Anzahl der Platzierungen innerhalb der Punkteränge (einschließlich Podium und Top 10)
- Starts: Anzahl gelaufener Rennen in der jeweiligen Disziplin
- Staffel: inklusive Mixed- und Single-Mixed-Staffeln

| Platzierung                    | Einzel | Sprint | Verfolgung | Massenstart | Staffel | Gesamt |
| ------------------------------ | ------ | ------ | ---------- | ----------- | ------- | ------ |
| 1. Platz                       |        |        |            |             |         |        |
| 2. Platz                       |        |        |            |             |         |        |
| 3. Platz                       |        |        |            |             |         |        |
| Top 10                         |        |        |            |             | 1       | 1      |
| Punkteränge                    |        |        |            |             | 42      | 42     |
| Starts                         | 17     | 46     | 1          |             | 47      | 111    |
| Stand: nach der Saison 2022/23 |        |        |            |             |         |        |

### Biathlon-Weltmeisterschaften
Ergebnisse bei Weltmeisterschaften:
| Weltmeisterschaft | Weltmeisterschaft | Einzelwettbewerbe | Einzelwettbewerbe | Einzelwettbewerbe | Einzelwettbewerbe | Staffelwettbewerbe | Staffelwettbewerbe | Staffelwettbewerbe |
| Jahr              | Ort               | Einzel            | Sprint            | Verfolgung        | Massenstart       | Herrenstaffel      | Mixedstaffel       | S.-M.-Staffel      |
| ----------------- | ----------------- | ----------------- | ----------------- | ----------------- | ----------------- | ------------------ | ------------------ | ------------------ |
| 2015              | Kontiolahti       | 105.              | –                 | –                 | –                 | 26.                | –                  | nicht ausgetragen  |
| 2016              | Oslo              | –                 | 100.              | –                 | –                 | 25.                | 25.                | nicht ausgetragen  |
| 2017              | Hochfilzen        | 93.               | 88.               | –                 | –                 | 22.                | –                  | nicht ausgetragen  |
| 2019              | Östersund         | 60.               | 91.               | –                 | –                 | 24.                | 23.                | –                  |
| 2020              | Antholz           | 61.               | 89.               | –                 | –                 | 22.                | 21.                | –                  |
| 2021              | Pokljuka          | 83.               | –                 | –                 | –                 | DSQ                | 23.                | 14.                |
| 2023              | Oberhof           | 74.               | 76.               | –                 | –                 | 18.                | 25.                | –                  |

### Juniorenweltmeisterschaften
Ergebnisse bei den Juniorenweltmeisterschaften:
| Weltmeisterschaften | Weltmeisterschaften | Einzel | Sprint | Verfolgung | Staffel |
| Jahr                | Ort                 | Einzel | Sprint | Verfolgung | Staffel |
| ------------------- | ------------------- | ------ | ------ | ---------- | ------- |
| 2011                | Nové Město          | 77.    | 64.    | –          | 18.     |
| 2013                | Obertilliach        | 70.    | 69.    | –          | –       |